# Bram Stemerdink

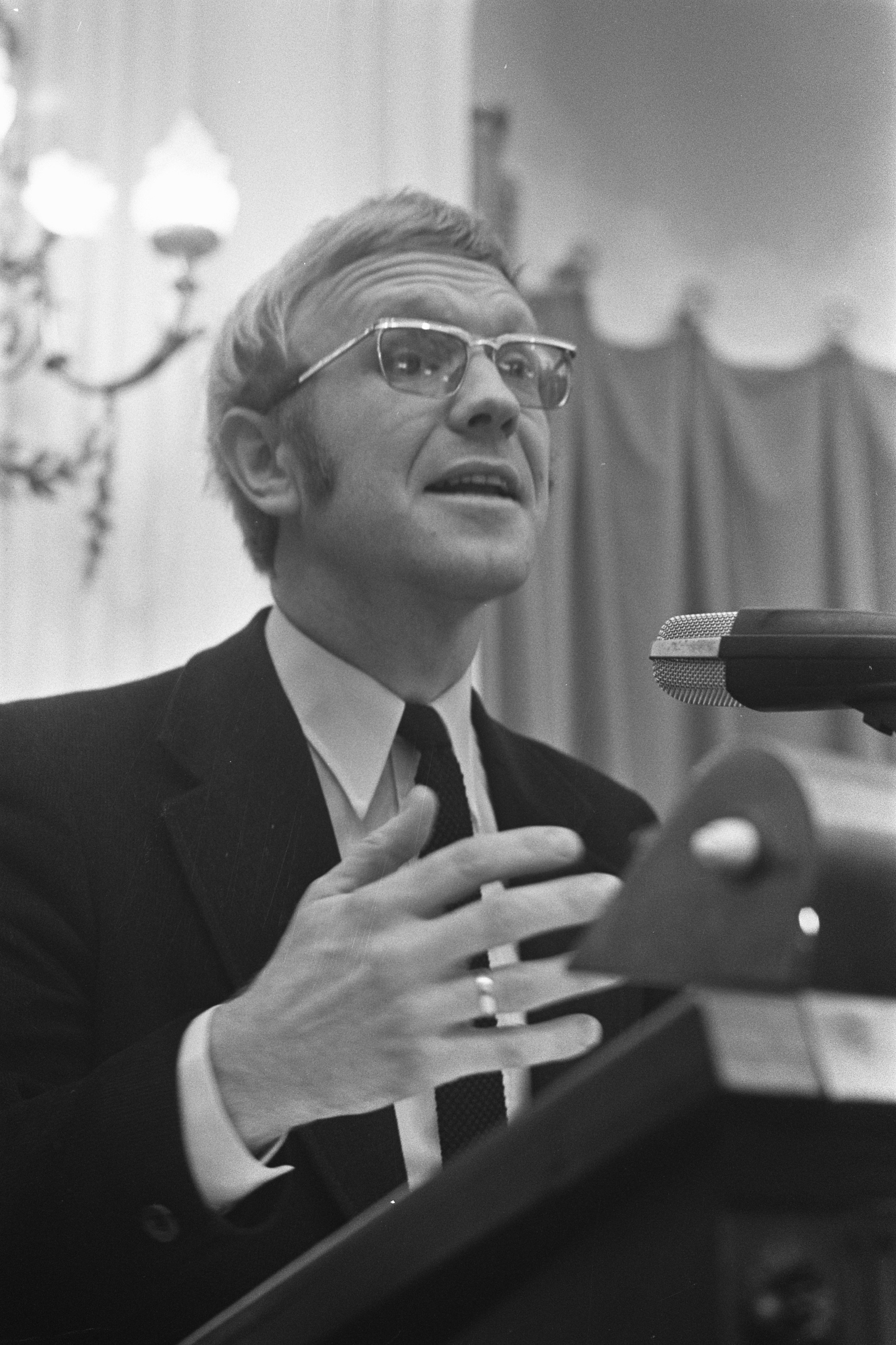
Bram Stemerdink (1972)

Abraham „Bram“ Stemerdink (* 6. März 1936 in Winterswijk, Provinz Gelderland) ist ein ehemaliger Politiker der Partij van de Arbeid (PvdA), der mit Unterbrechungen 18 Jahre lang Mitglied der Zweiten Kammer der Generalstaaten war. Er fungierte als Staatssekretär im Verteidigungsministerium sowie von 1976 bis 1977 als Verteidigungsminister im Kabinett von Ministerpräsident Joop den Uyl. Im zweiten Kabinett von Ministerpräsident Dries van Agt war er zwischen 1981 und 1982 erneut Staatssekretär im Verteidigungsministerium.

## Militärische Laufbahn und Studium
Stemerdink besuchte nach der öffentlichen Grundschule bis 1955 das öffentliche Lyzeum in seiner Geburtsstadt Winterswijk und begann nach Ableistung der Wehrpflicht 1956 eine Ausbildung zum Offizier an der Königlichen Militärakademie KMA (Koninklijke Militaire Academie) in Breda. Nach Abschluss dieser Ausbildung wurde er 1958 Leutnant sowie zuletzt Hauptmann bei der Infanterie. Nachdem er bei einer militärischen Übung ein Auge verloren hatte, wurde er beurlaubt und begann nach dem Abschluss des Gymnasiums im September 1964 ein Studium im Fach Niederländisches Recht an der Reichsuniversität Leiden, das er am 1. Mai 1969 abschloss. Danach schied er wegen der körperlichen Versehrtheit aus dem aktiven Militärdienst aus und wurde als Hauptmann in den militärjuristischen Dienst übernommen. Als solcher war zwischen 1969 und 1970 Sekretär des Militärgerichts (Krijgsraad) sowie der Kommission für Einsprüche in ’s-Hertogenbosch.

## Politische Laufbahn
Nach seinem endgültigen Ausscheiden aus dem Militär begann Stemerdink eine politische Laufbahn und wurde am 3. Juni 1970 Mitglied des Parlaments (Provinciale Staten) der Provinz Noord-Brabant, dem er bis August 1971 angehörte. Zugleich wurde er als Kandidat der Partij van de Arbeid (PvdA) am 25. August 1970 zum Mitglied der Zweiten Kammer der Generalstaaten gewählt und gehörte dieser bis zum 11. Mai 1973 an. Ferner war er vom 1. September 1970 bis zum 11. Mai 1973 auch Mitglied des Gemeinderates von ’s-Hertogenbosch und dort zeitweilig Vorsitzender der Fraktion der PvdA.
Am 11. Mai 1973 ernannte ihn Ministerpräsident Joop den Uyl zum Staatssekretär im Verteidigungsministerium. Als solcher war er bis zum 31. Dezember 1976 zuständig für Materialangelegenheiten, Revisionsverfahren im Militärstraf- und Disziplinarrecht sowie Raumordnung und somit einer der engsten Mitarbeiter von Verteidigungsminister Henk Vredeling. Im Anschluss wurde er am 31. Dezember 1976 als Nachfolger von Henk Vredeling selbst Verteidigungsminister im Kabinett den Uyl, dem er bis zum 19. Dezember 1977 angehörte. Nachdem er zwischenzeitlich vom 14. Juni bis zum 14. September 1977 Mitglied der Zweiten Kammer der Generalstaaten war, wurde er nach seinem Ausscheiden aus der Regierung am 16. Januar 1978 wieder Mitglied dieser Parlamentskammer und verblieb dort zunächst bis zum 11. September 1981. Für seine langjährigen Verdienste wurde ihm am 11. April 1978 das Ritterkreuz des Orden vom Niederländischen Löwen verliehen.
Am 11. September 1981 wurde Stemerdink von Ministerpräsident Dries van Agt wieder zum Staatssekretär im Verteidigungsminister ernannt und gehörte damit als Verantwortlicher für Materialangelegenheiten wieder zu den engsten Mitarbeitern von Verteidigungsminister Hans van Mierlo. Das Amt des Staatssekretärs hatte er bis zum 29. Mai 1982 inne. Am 9. September 1982 wurde er Kommandeur des Orden von Oranien-Nassau.
Am 16. September 1982 wurde er wieder zum Mitglied der Zweiten Kammer der Generalstaaten gewählt und vertrat die PvdA dort bis zum 17. Mai 1994. Während dieser Zeit war der anerkannte Verteidigungsexperte zwischen Juni 1986 und dem 9. November 1989 Mitglied des Fraktionsvorstandes der PvdA.